# Styrax acuminatus
Styrax acuminatus là một loài thực vật có hoa trong họ Bồ đề. Loài này được Pohl miêu tả khoa học đầu tiên năm 1830.